# Acquaviva dei Vena
Acquaviva dei Vena o Rachitovic (in sloveno Rakitovec) è un paese situato nell'entroterra di Capodistria, nel cui comune si trova, nella parte dell'Istria slovena.
Questo paese è sorto sotto il ciglione carsico che va da S. Servolo allo Sbeunizza; sopra il ciglione, torreggia il monte Caucizze, di 882 m, che sovrasta il paese. Vi si giunge da ovest proseguendo dalla valle del Risano oltre Sasseto oppure dalla trasversale che da Obrovo scende a Pinguente, supera Olmeto. Questo borgo si trova in Slovenia ed il confine con la Croazia, passa ad est del suo territorio.
Acquaviva è riparato dalla bora dal costone del Caucizze ma ha di fronte a sé, a mezzogiorno, il Breg che in croato significa semplicemente "colle" ed il monte dei Carpini che chiudono la vista al paese, pertanto l'unico spazio aperto risulta ad ovest dove si apre, sotto il monte dei Tigli, la bella valletta, tutta coltivata a soddisfare i bisogni alimentari degli abitanti.
Il paese è arroccato sul pendio del ciglione; di antica tradizione contadina, è stato forse costruito dai primi immigranti slavi che furono confinati sulle plaghe deserte  del Carso nel XIII secolo dai marchesi tedeschi che dominavano, in quel tempo, la regione.
All'entrata del paese, sono accostati un monumento ai caduti partigiani dell'ultima guerra ed un capitello con una croce. Si supera una sorgente che alimenta un abbeveratoio per il bestiame e si entra in paese, con una stradina che a destra porta fino alla chiesetta. Le antiche case sono costruite in pietra calcarea nuda con grandi portali, addossate le une alle altre con stradine strette e piccoli cortili. È un paese che ha mantenuto intatte le sue origini.
La chiesa, al centro del paese, è stata ristrutturata e ben dipinta; il campanile è stato diroccato durante la guerra e la campana è sistemata su una brutta piattaforma poggiante su quattro pilastri in cemento staccati dal corpo della chiesa, che è dedicata alla  Santa Croce. Sul portale di questa è scritto che la chiesa è stata restaurata dal capo del comune Deminico Rozac nel 1870. Sopra il portone, sotto una finestrella c'è l'iscrizione, scolpita nella pietra, "1520 Castaldione Jacopo Tripa", anno della costruzione della chiesa.
Acquaviva dei Vena , chiamata nel medioevo  Rachitovi o Rakitovech, più tardi  Raccotole, fu saccheggiata e bruciata dalle truppe arciducali degli Asburgo che, nel 1615, erano in guerra con la Repubblica veneta. Furono commesse stragi e crudeltà di ogni tipo contro la popolazione. Allora, Acquaviva era situata in territorio veneziano cui apparteneva sin dal 1420 e rimase tale fino alla caduta della Repubblica.